# Phong cách Scandinavia

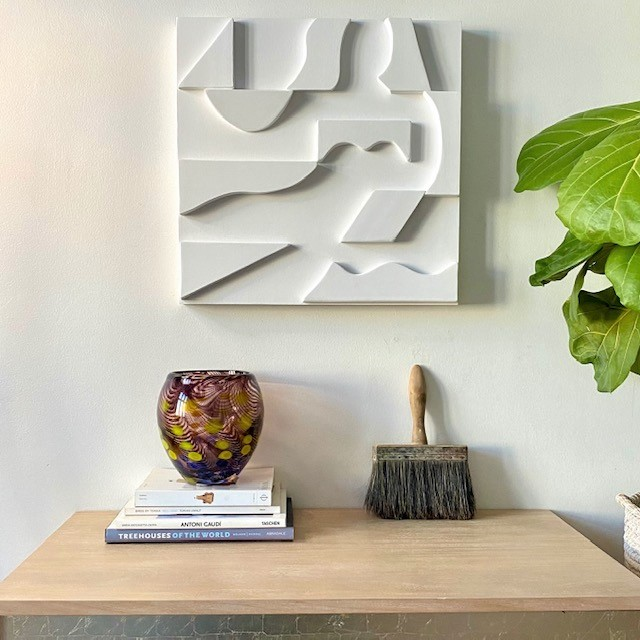
Nội thất theo phong cách Bắc Âu

Phong cách Scandinavia (Scandinavian design) hay còn gọi là Phong cách Bắc Âu là một phong cách thiết kế nội thất xuất hiện vào đầu thế kỷ XX, phong cách này đặc trưng bằng sự đơn giản, chủ nghĩa tối giản, nhã nhặn, hài hòa và chú trọng vào tính công năng, tiện ích cho gia đình. Phong cách thiết kế này phát triển mạnh mẽ vào những năm 1950 tại năm quốc gia Bắc Âu gồm Đan Mạch, Phần Lan, Na Uy, Thụy Điển và Iceland. Phong cách này có ba đặc điểm nổi bật gồm sự đơn giản trong thiết kế, tinh tế trong cảm giác và tiện nghi khi sử dụng, với sự tối giản mà độc đáo và sự pha trộn các đặc điểm này nên đã được nhiều nhà thiết kế nội thất cũng như chủ nhà ưa chuộng. Thiết kế kiểu Thụy Điển được coi là tối giản, tập trung vào chức năng và đường nét đơn giản, sạch sẽ, thoáng rộng, điều này đặc biệt áp dụng cho việc bài trí đồ nội thất trong nhà. Thiết kế của Na Uy có tính thẩm mỹ hài hòa và tối giản, các yếu tố được chú trọng bao gồm độ bền, vẻ đẹp, công năng, tiện ích, sự đơn giản và vẻ tự nhiên.

## Đặc điểm

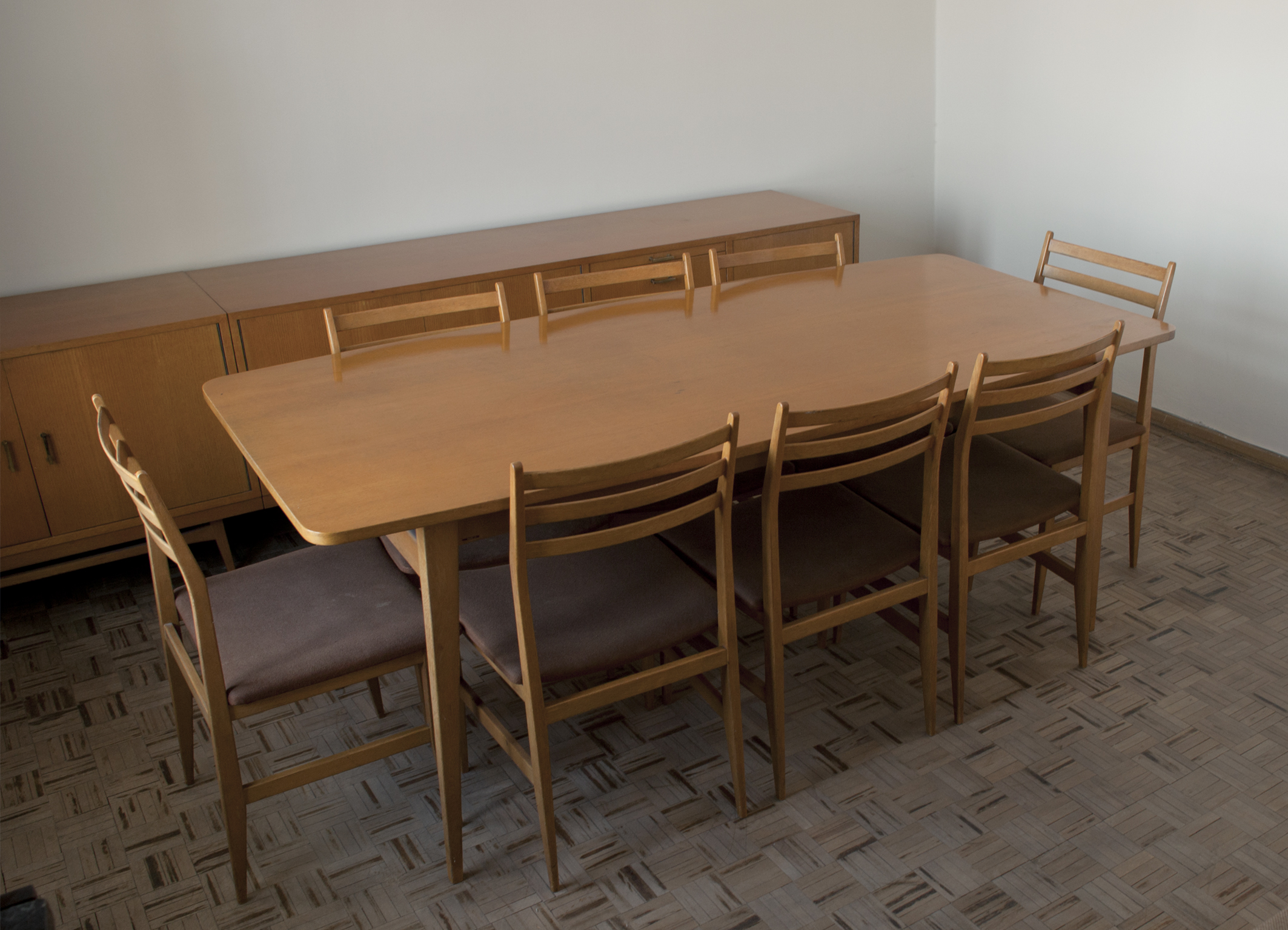
Nội thất phong cách Bắc Âu thông qua một chiếc bàn gỗ

Phong cách thiết kế vùng biển Bắc Âu chuộng gam màu trung tính như màu trắng, màu xám, màu đất và sử dụng những vật liệu thô mộc tự nhiên, lông thú và da để phù hợp khí hậu bản địa. Tuy nhiên ở môi trường hiện đại, với sự giúp đỡ của các trang thiết bị như cửa kính, lò sưởi, máy sưởi, máy lạnh, chất liệu nhân tạo thì phong cách này đã được biến đổi cho hiện đại và phù hợp hơn với môi trường sống, thích nghi cả trong thành phố và những căn hộ chung cư. Gỗ cũng là chất liệu quan trọng nhưng nay được thay thế bằng các loại gỗ tổng hợp, gỗ ván, ván ép với màu nâu nhẹ. Ánh sáng luôn là yêu cầu quan trọng của loại phong cách này, màu rèm được ưa chuộng nhất của vùng Scandinavi chính là màu trắng để có thể hứng nhiều ánh sáng nhất. Những màu xám, trắng và những tone màu đất tinh tế là những màu sơn phổ biến nhất trong những ngôi nhà mang phong cách Scandinavi.
Các nhà thiết kế theo phong cách Scandinavia đặc biệt nổi tiếng với các mặt hàng gia dụng bao gồm đồ nội thất, hàng dệt may, gốm sứ, đèn và thủy tinh, nhưng thiết kế kiểu Scandinavia đã được mở rộng sang thiết kế công nghiệp như thiết bị điện tử tiêu dùng, điện thoại di động và ô tô. Năm 1914, Selskabet for Dekorativ Kunst (Công ty Nghệ thuật Trang trí) của Đan Mạch đã ra mắt tạp chí Skønvirke|da (nghĩa đen là "Tác phẩm thanh nhã"). Tựa đề của tạp chí đã trở thành tên của một phong cách nghệ thuật và thủ công mới của Đan Mạch, cả về đồ vật và kiến trúc, để cạnh tranh với Art Nouveau và Jugendstil. Từ những năm 1930, các nhà thiết kế như Alvar Aalto (kiến trúc, đồ nội thất, dệt may). Các nghệ nhân dệt vải Scandinavia đã trở nên nổi tiếng với thảm lông của họ vào đầu thế kỷ XX, trong khi hàng dệt may nhiều màu sắc của Scandinavia trở nên phổ biến trên khắp thế giới phương Tây sau Thế chiến thứ hai. Giải thưởng Lunning, được trao cho các nhà thiết kế Scandinavia xuất sắc từ năm 1951 đến năm 1970, đóng vai trò quan trọng trong việc đưa thiết kế Scandinavia trở thành một mặt hàng được công nhận và xác định vị thế của phong cách này.